# Pirati cilici

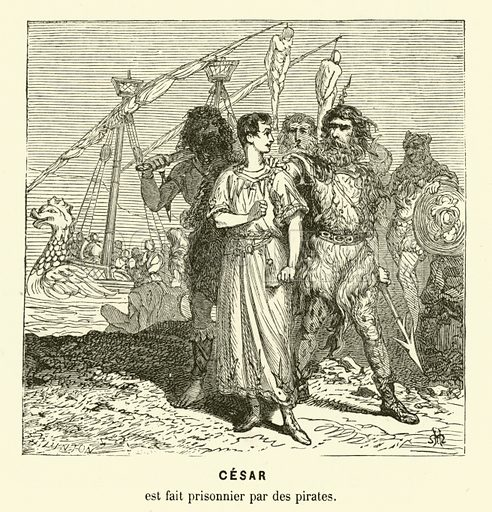
Il giovane Giulio Cesare preso prigioniero dai pirati cilici (ca. 75 a.C.)

Per pirati cilici la storiografia antica intende un vasto sodalizio organizzato di predoni, mercenari e trafficanti che imperversarono per il Mar Mediterraneo dal II secolo a.C. fino al 67 a.C., quando furono sconfitti dai Romani. Venivano chiamati "cilici" perché le loro basi principali erano concentrate in Cilicia, nella Penisola Anatolica..

## Origini
La Cilicia era una regione montagnosa e impervia sulla costa meridionale dell'Asia Minore, che ben si prestava per erigervi fortezze e porti nascosti, che fungessero da basi per l'attività di pirati. Nel II sec. a.C. essa si trovava sotto la sovranità dell'Impero seleucide, ma con la pace di Apamea (188 a.C.) esso fu costretto a ridurre la propria marina militare a dodici galee, non fu quindi più in grado di controllare la Cilicia e il suo mare. I pirati quindi riuscirono ad organizzarsi e divennero una vera e propria potenza marinara. La loro base principale divenne Korakesion, nella Panfilia, ove l'usurpatore Trifone, che contendeva la corona sira ai re seleucidi Demetrio II e Antioco VII, aveva stazionato una flotta e un contingente di mercenari, i quali, dopo la caduta di Trifone (137 a.C.) si impossessarono della fortezza e delle navi e si dettero alla pirateria.

## Apogeo
I seleucidi non furono capaci di contrastare i pirati cilici, i quali, al contrario, venivano tollerati o addirittura protetti dai nemici della Siria, cioè Pergamo e l'Egitto. Pure la repubblica romana in un primo tempo non si oppose. Anzi, stante l'enorme domanda di schiavi sul mercato, ai pirati cilici era possibile vendere migliaia di individui catturati durante le loro scorrerie nei porti "legali", come Delo e Side, guadagnando delle fortune enormi.
Secondo Plutarco, i pirati cilici al culmine della loro potenza disponevano di oltre un migliaio di galee e avevano conquistato più di quattrocento città, oltre che in Cilicia e nella Panfilia, sulle isole egee, a Creta e nelle Baleari. Uno dei loro capi, Zeniketes, arrivò a costruirsi un principato personale in Licia, fino a quando i Romani guidati da Publio Servilio Vatia espugnarono la sua roccaforte ad Olympos nel 77 a.C. e lui, per evitare la cattura, si suicidò dando fuoco a sé e alla sua casa. L'apogeo della pirateria cilicia si ebbe durante le guerre mitridatiche (89 a.C. - 63 a.C.), quando a nessuna delle potenze coinvolte era possibile controllare efficacemente le vie marittime del Mediterraneo orientale e numerosi mercenari reclutati dal re del Ponto abbandonarono la sua fazione per unirsi a loro volta ai pirati. Costoro si diversificarono notevolmente dal punto di vista etnico e, oltre a Cilici, vennero a comprendere anche uomini di Cipro, Siria, Panfilia e Ponto. 
Contrariamente all'immaginario comune, che descrive i pirati come rozzi tagliagole, i Cilici si atteggiavano in maniera raffinata e ostentavano la ricchezza accumulata, ad esempio facendo intessere d'oro le vele delle loro navi. Sempre Plutarco riporta che tra di loro fosse diffuso il culto del dio persiano Mitra e che avessero un proprio santuario ad Olympos di Licia. Per il resto comunque non si fecero mai scrupoli nel depredare i luoghi sacri.
Col tempo l'atteggiamento condiscendente di Roma mutò, perché i Cilici compromettevano seriamente il commercio e la sicurezza in tutto il bacino mediterraneo, inclusa l'Italia e il resto dei domini della repubblica romana. Soprattutto mettevano a rischio le forniture di cereali, mettendo Roma a serio rischio di carestie, e non si facevano scrupoli a sequestrare nobili romani per estorcere dei riscatti per la loro liberazione. Tale sorte toccò, tra gli altri, a due pretori di nome Sestilio e Bellino, nonché al giovane Giulio Cesare.
Plutarco riporta di prigionieri romani, i quali avrebbero tentato di intimidire i pirati vantando il loro status di cives, al ché i Cilici li avrebbero rivestiti con la tipica toga e, fingendo di implorare il loro perdono, li avrebbero "rimessi in libertà" scaraventandoli in mare.

### L'incontro con Giulio Cesare
Mentre Giulio Cesare viaggiava in direzione di Rodi per studiare oratoria, il suo veliero venne assaltato dai pirati. Egli fu catturato e tenuto ostaggio fino al pagamento di un riscatto. Quando i pirati dichiararono di voler chiedere, come prezzo per la sua librazione, 20 talenti, Cesare replicò che ciò rappresentasse un insulto verso la sua persona, affermando che un minimo di 50 sarebbe stato adeguato al suo status. Pagata quindi la quota, Giulio Cesare se ne andò promettendo che sarebbe tornato per crocifiggere i responsabili. I pirati, pensando fosse solo uno scherzo intimidatorio, vennero colti di sorpresa quando Cesare tornò con una piccola flotta armata con cui li catturò. Clementemente prima di farli inchiodare alla croce fece loro tagliare la gola. L'episodio si verificò nel 75-74 a.C.

## Le prime azioni di Roma contro i pirati
Roma nel 102 a.C. mandò Marco Antonio Oratore come pretore in Cilicia con una flotta armata per eliminare la pirateria. I suoi successi gli valsero un trionfo. Suo figlio Marco Antonio Cretico fu investito di un imperium infinitum per estirpare la pirateria da Creta nel 74 a.C. Non ottennero tuttavia delle vittorie definitive: i pirati cilici si ritiravano in altri nascondigli e facevano ritorno non appena i Romani se n'erano andati.
Meno gloriose furono le azioni guidate da Lucio Licinio Murena, un legato di Silla, che nell'81 a.C. fu costretto ad abbandonare il campo a causa delle sconfitte subite nella seconda guerra mitridatica. Al suo posto furono delegati il proconsole Gneo Cornelio Dolabella e il proquestore Gaio Verre, i quali, anziché procedere contro i pirati, fecero scoppiare dei tumulti con le loro ruberie a danno della popolazione, tanto da venire sottoposti ad una actio de repetundis (un procedimento giudiziario per frode allo Stato) al loro rientro nel 79 a.C., dal quale Verre riuscì a farsi scagionare testimoniando contro Dolabella.
Dal 78 a.C. al 74 a.C. toccò a Publio Servilio Vatia il proconsolato in Cilicia. I suoi successi sul campo gli fruttarono il soprannome di Isauricus, in riferimento alla regione dell'Isauria, che sottomise. Nemmeno lui però riuscì a porre definitivamente termine alla minaccia, perché i pirati gli sfuggirono via mare.

## La guerra piratica di Pompeo
I pirati tornarono ad infestare il Mediterraneo e nel 68 a.C. attaccarono Ostia arrivando direttamente nel porto e bruciando le navi che vi erano all'interno. Ciò portò il popolo a insorgere per chiedere di prendere provvedimenti. Con la lex Gabinia nel 67 a.C. Gneo Pompeo fu investito di un imperium straordinario per risolvere la questione una volta per tutte. L'autorità affidatagli si estendeva a tutto il Mediterraneo, anche in aree che non rientravano (ancora) nei confini della sovranità romana, inoltre gli fu assegnata una flotta di duecento (poi cinquecento) galee, il potere di ordinare leve e finanziamenti illimitati.
Pompeo divise il Mar Mediterraneo in 13 distretti, ognuno assegnato ad un suo legato della classe senatoria. In questo modo ai pirati non fu lasciata aperta alcuna via di fuga. Lo scontro decisivo contro la flotta cilicia si consumò a Coracesium e si risolse in una vittoria per i Romani. Non fu necessario assediare la fortezza, perché i pirati si arresero subito dopo.
Strabone narra che durante questo incarico Pompeo affondò 1300 vascelli pirata. Secondo Appiano Pompeo catturò 377 navi. Plutarco riferisce che 90 di esse avessero il rostro di bronzo massiccio. Ancora Appiano riferisce di 120 fortezze conquistate, di 10000 pirati uccisi in battaglia e di 20000 arresisi, nonché di numerosi prigionieri romani liberati e riportati in patria.
A differenza di Cesare, Pompeo si mostrò molto clemente nei confronti dei pirati cilici, proprio allo scopo di incoraggiarli alla resa. I numerosi prigionieri furono deportati e reinsediati nell'Anatolia orientale e in Acaia e alcuni di loro furono ammessi nel suo seguito personale. Due di loro, di nome Menodoro e Tarcondimoto, sarebbero in seguito passati al servizio di suo figlio Sesto Pompeo e avrebbero militato nelle guerre civili.